# Nzema East
Nzema East är ett distrikt i Ghana.   Det ligger i regionen Västra regionen, i den södra delen av landet, 240 km väster om huvudstaden Accra.